# Псков

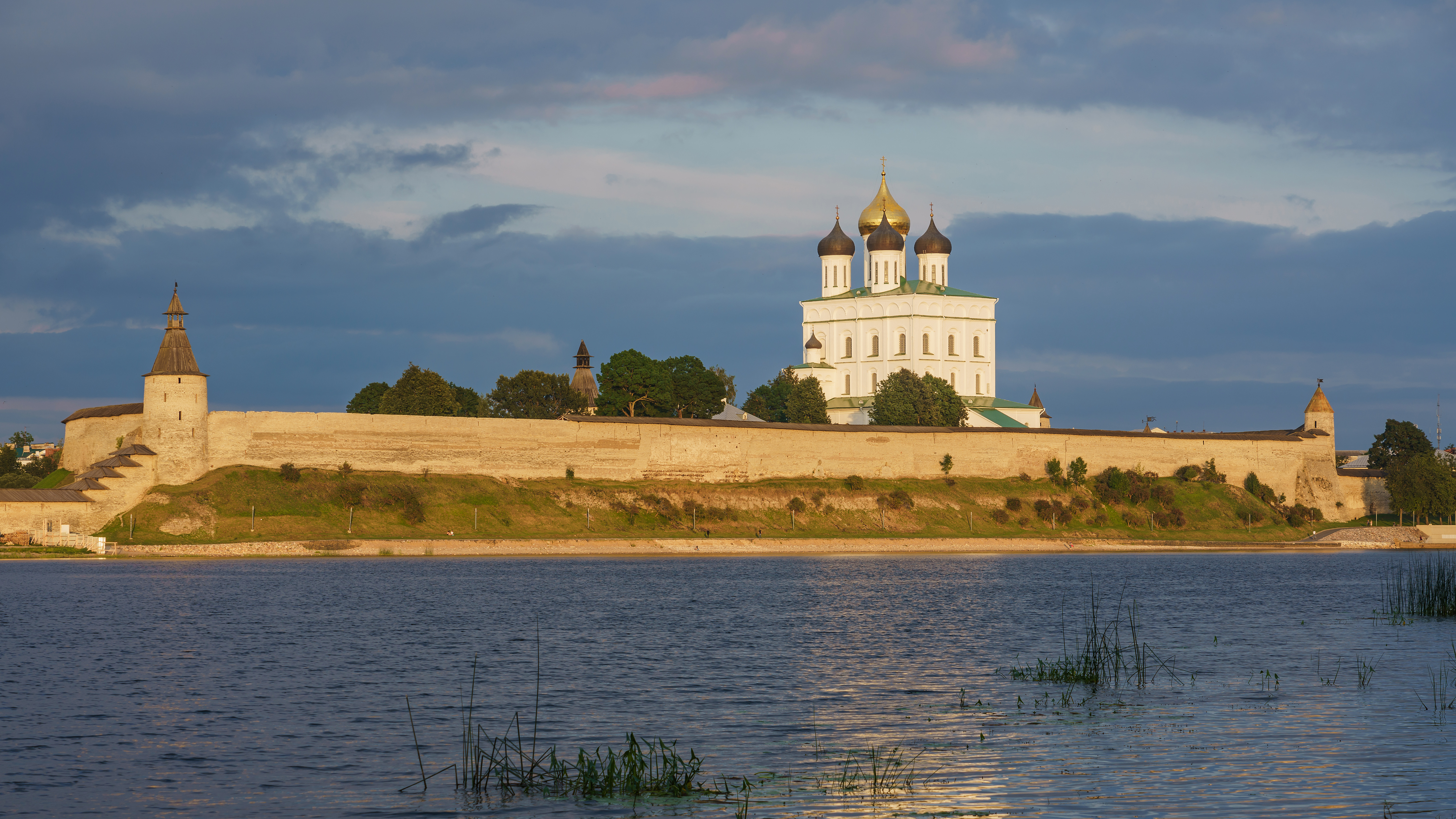
Псков

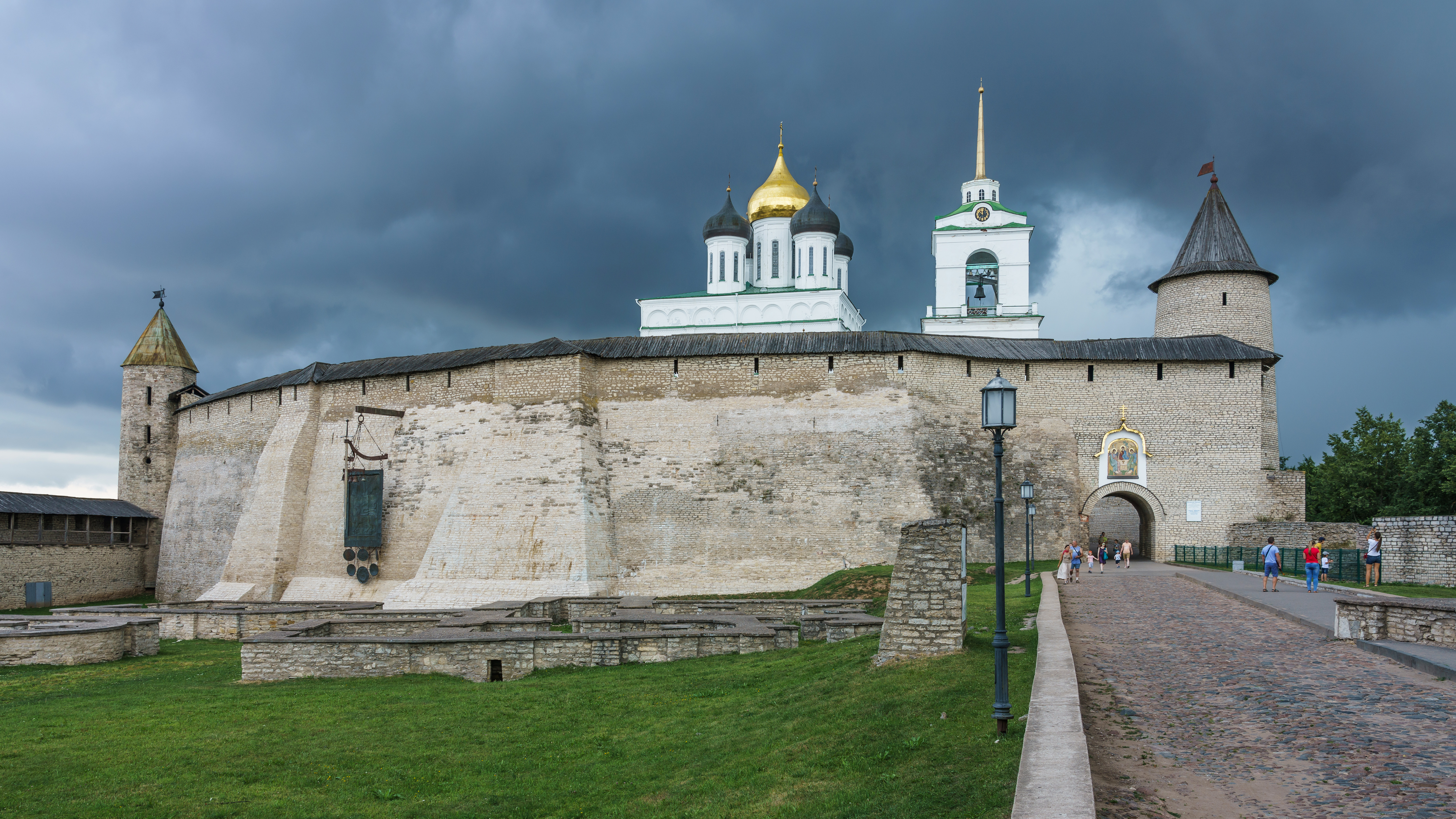
Довмонтове місто

Пско́в (рос. Пско́в) — місто в Росії. Адміністративний центр Псковської області та Псковського району, у який не входить. Населення — 187,1 тис. осіб.
Псков є одним з найстаріших міст Росії. Він був столицею Псковської республіки та одним із торгових вузлів Ганзейської ліги допоки не був підкорений Московським князівськом.

## Географія

### Клімат
| Клімат Псков                         | Клімат Псков | Клімат Псков | Клімат Псков | Клімат Псков | Клімат Псков | Клімат Псков | Клімат Псков | Клімат Псков | Клімат Псков | Клімат Псков | Клімат Псков | Клімат Псков | Клімат Псков |
| Показник                             | Січ.         | Лют.         | Бер.         | Квіт.        | Трав.        | Черв.        | Лип.         | Серп.        | Вер.         | Жовт.        | Лист.        | Груд.        | Рік          |
| Абсолютний максимум, °C              | 11,0         | 11,3         | 18,5         | 27,6         | 32,0         | 33,6         | 35,0         | 34,6         | 30,3         | 22,6         | 14,1         | 12,4         | 35,0         |
| Середній максимум, °C                | −3           | −2,3         | 2,9          | 11,3         | 18,0         | 21,3         | 23,6         | 21,8         | 16,0         | 9,2          | 2,5          | −1           | 10,0         |
| Середня температура, °C              | −5,6         | −5,5         | −1           | 6,3          | 12,3         | 16,0         | 18,3         | 16,7         | 11,6         | 6,0          | 0,3          | −3,4         | 6,0          |
| Середній мінімум, °C                 | −8,3         | −8,8         | −4,9         | 1,3          | 6,5          | 10,6         | 13,0         | 11,6         | 7,2          | 2,7          | −1,9         | −5,8         | 1,9          |
| Абсолютний мінімум, °C               | −34,9        | −35,3        | −29          | −14,7        | −4,5         | 0,4          | 3,1          | 1,4          | −3,6         | −12,5        | −23          | −28,2        | −35,3        |
| Норма опадів, мм                     | 48.0         | 35.2         | 35.4         | 34.7         | 54.8         | 87.1         | 75.6         | 90.6         | 65.6         | 62.1         | 53.4         | 47.0         | 689.5        |
| ------------------------------------ | ------------ | ------------ | ------------ | ------------ | ------------ | ------------ | ------------ | ------------ | ------------ | ------------ | ------------ | ------------ | ------------ |
| Джерело: Погода і клімат міста Псков |              |              |              |              |              |              |              |              |              |              |              |              |              |

## Історія
Вперше згадується близько 903 року в «Повісті временних літ» як місто Новгородського князівства. У 1014–1036 роках був центром удільного Псковського князівства у складі Київської Русі. Протягом 1036–1136 років безпосередньо підпорядковувався Києву. У 1136–1348 роках знову перейшов під контроль Новгорода. 1348 року став столицею самостійного Псковського князівства, так званої «Псковської Республіки». 1510 року захоплений московитами і приєднаний до Великого князівства Московського.
У 1581–1582 роках під час Лівонської війни витримав піврічну облогу військами Стефана Баторія.
У 1777–1796 роках Псков був центром Псковського намісництва Російської імперії.
Під час ІІ Світової війни у Пскові було знищено 94 % житлових будівель.

## Культура
Щороку в Пскові проходить близько 50 загальноміських святкувань. Найпопулярнішими серед жителів міста є: День міста, День вояцької слави, День Пушкінської поезії, Дні слов'янської культури та інші. У 2001-ому році в місті пройшов пісенний фестиваль, присвячений 90-річчю від початку святкування такого роду свят у Росії. Одним із головних культурних осередків став Міський культурний Центр. Тут працює 26 творчих народних колективів та інших угрупувань.
У місті діє планетарій. Відомий також Академічний театр Драми ім. О. С. Пушкіна.

## Архітектурні пам'ятки і сакральні споруди
Псков є одним із тих міст Росії, які найкраще зберегли свою історичну архітектурну спадщину.
У Пскові є кремль — Кром, залишки оборонних стін міського посаду, кілька десятків середньовічних храмів та численні муровані палатні будинки XVII ст., які дуже рідкісні для російських міст того часу.
Історичний центр міста поділяється на Кремль, Довмонтове місто, Город, Запсковьє та Завеличьє.
- Псковський кремль. Стіни та вежі збудовані у XIV–XVII ст. Надалі сильно поруйновані часом, за радянської доби вони реконструйовані. Збереглись Троїцький кафедральний собор (1682–1699 р., на місці храмів XII–XIV ст., 20-метровий іконостас 1699 р.), соборна дзвіниця (XIX ст., класицизм), громадянські будівлі XVII–XIX ст.
- Довмонтове місто. Примикає до кремля. Обнесене стінами XIV–XVII ст. У Довмонтовому місті знаходяться рештки 10 храмів XII–XVII ст., які були знищені часом.
- Город. Численні пам'ятки архітектури. Тут є збережені храми:
  - Церква Михаїла з Городця. 1339 р., верхні частини і шатрова дзвіниця — 1694–1695 рр.
  - Церква Василя Великого з Горки. 1411–1413 рр., з пізнішими прибудовами.
  - Церква Миколи Чудотворця з Усохи. 1535 р.
  - Смоленська церква. 1683–1685 рр. Постраждала у війну, нині у спотвореному вигляді.
  - Церква Петра і Павла з Буя. 1540 р.
  - Церква Миколи Чудотворця від Торгу. 1676 р.
  - Церква Покрови від Торгу. 1590 р., верхи — XVIII ст.
  - Церква Анастасії Римлянки в Кузнєцах. 1539 р., прибудови.
  - Церква Вознесіння Нововознесенського монастиря. XVI–XVII ст.
  - Церква Вознесіння Старовознесенського монастиря на Полонищі. Середина XVI ст., реставрована після війни.
  - П'ятидесятницька церква. Середина XVI ст., перебудована у XIX ст.
  - Церква Георгія со Ввозу. 1494 р.
  - Церква Якима і Анни. 1544 р.
  - Церква Покрови та Різдва Богородиці від Пролома. Подвійний храм кінця XVI ст. Реконструйована у первісних формах за радянських часів.
  - Церква Сергія Радонезького із Залужжя. 1588 р. Постраждала у війну, нині у жалюгідному становищі.

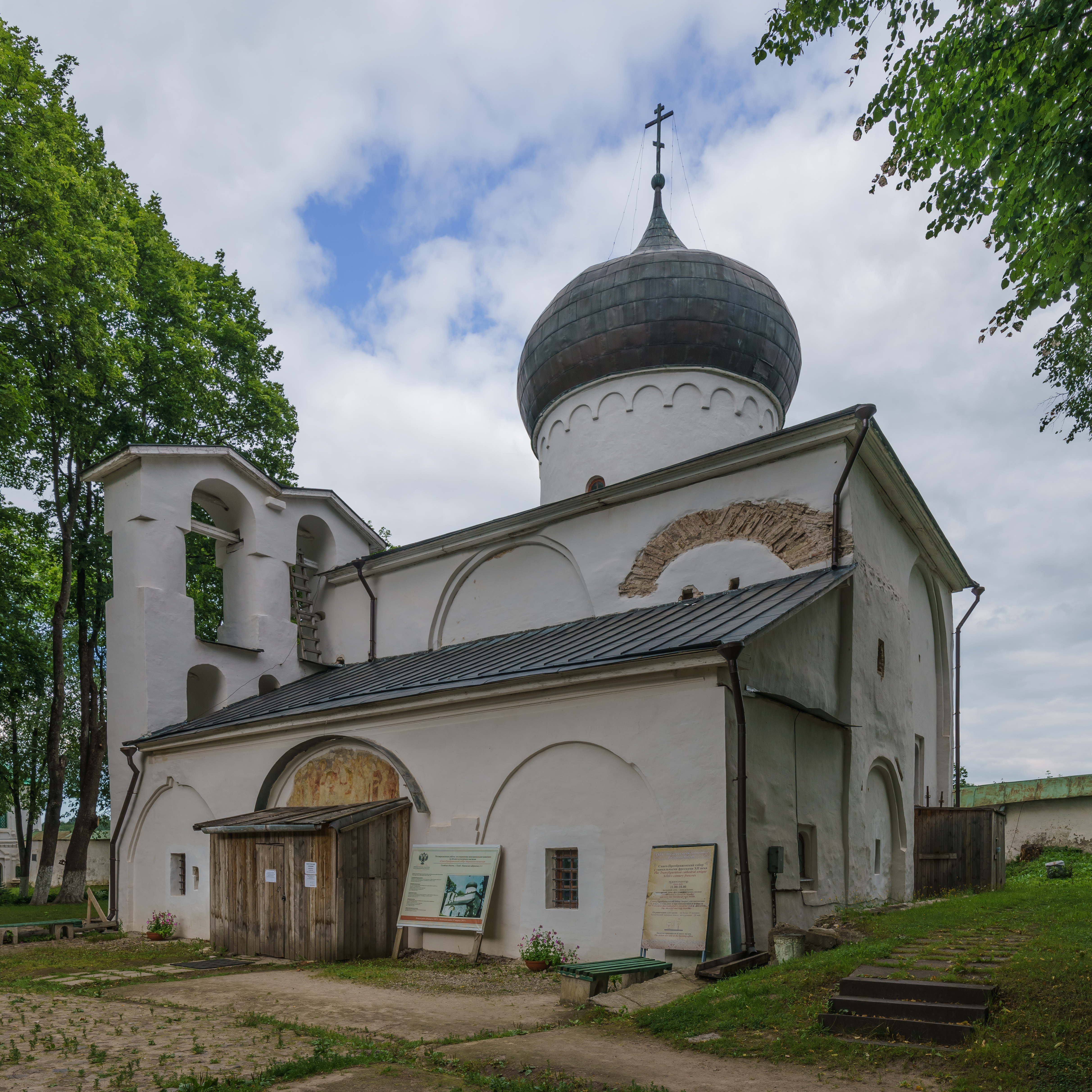
Собор Мирожського монастиря
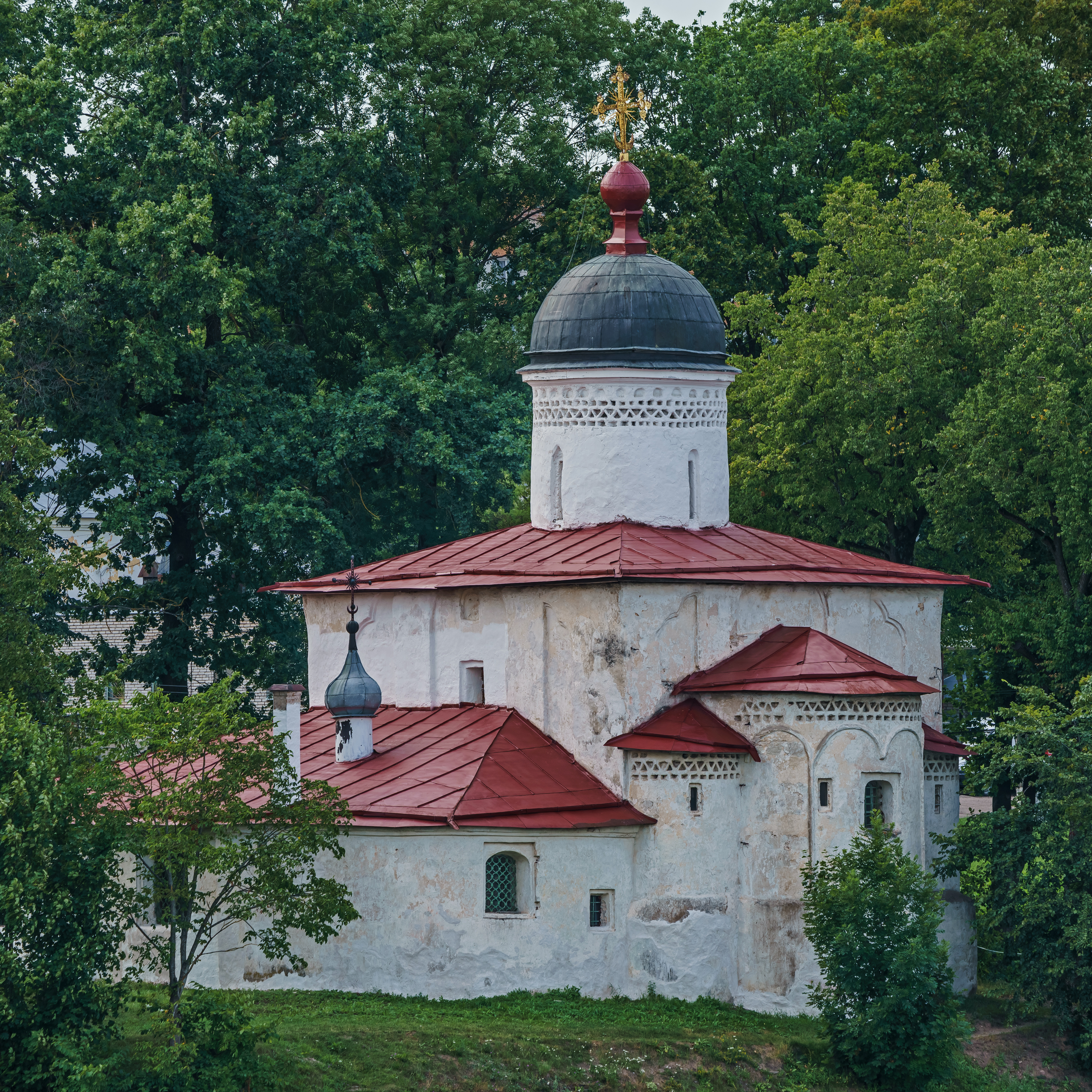
Церква Климента Папи Римського
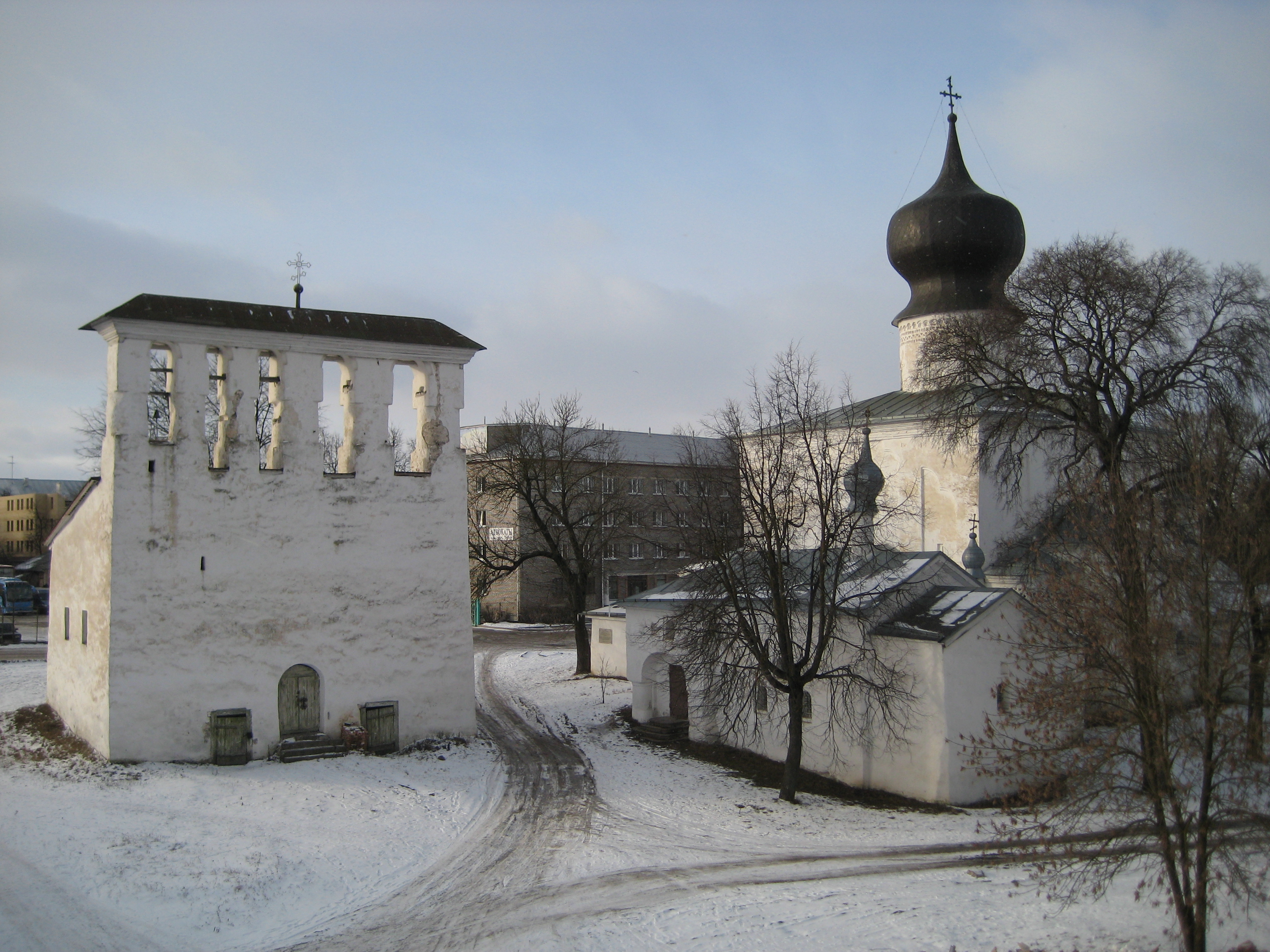
Успенська церква з Пароменья
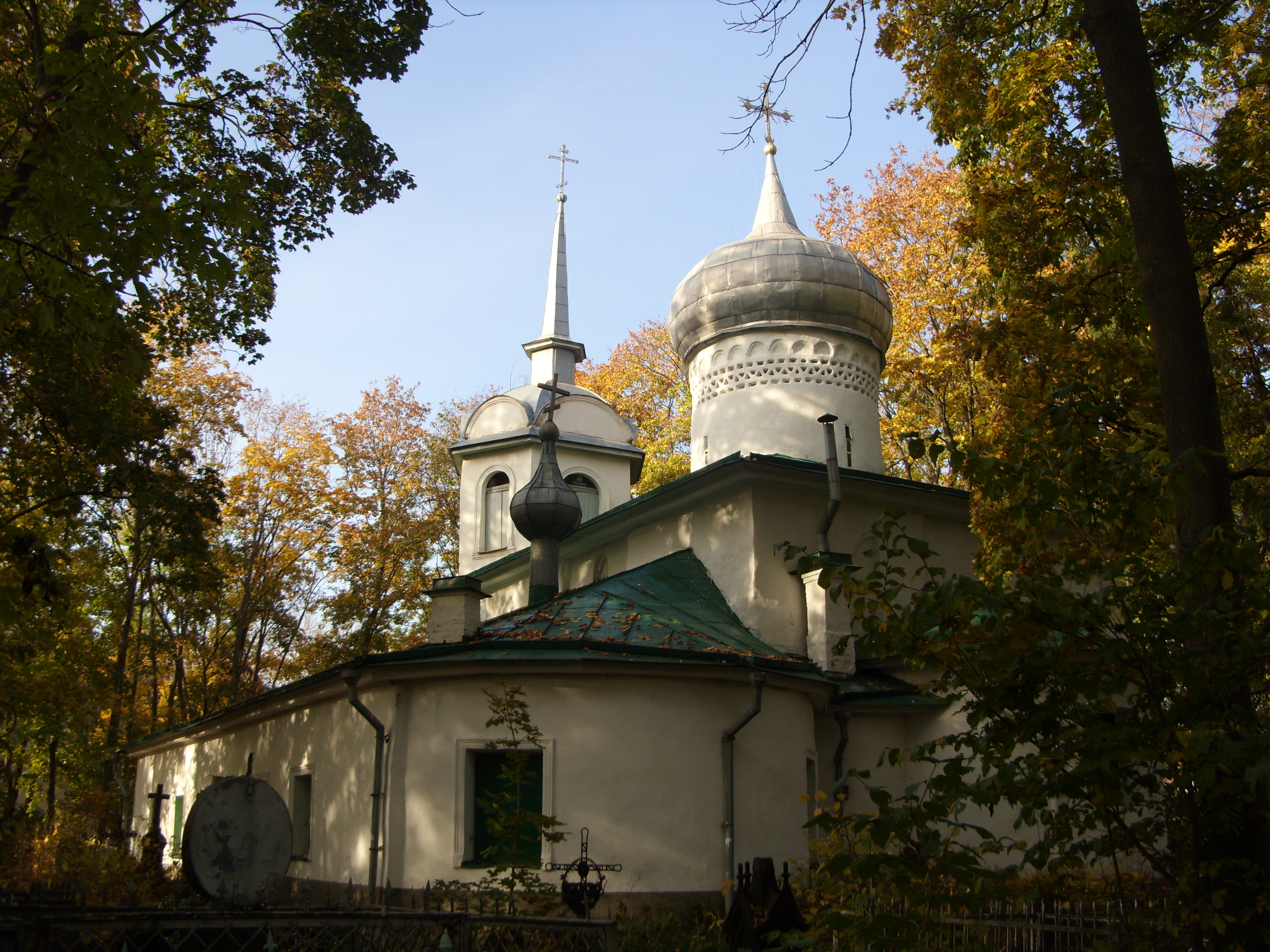
Церква Дмитра на Полі
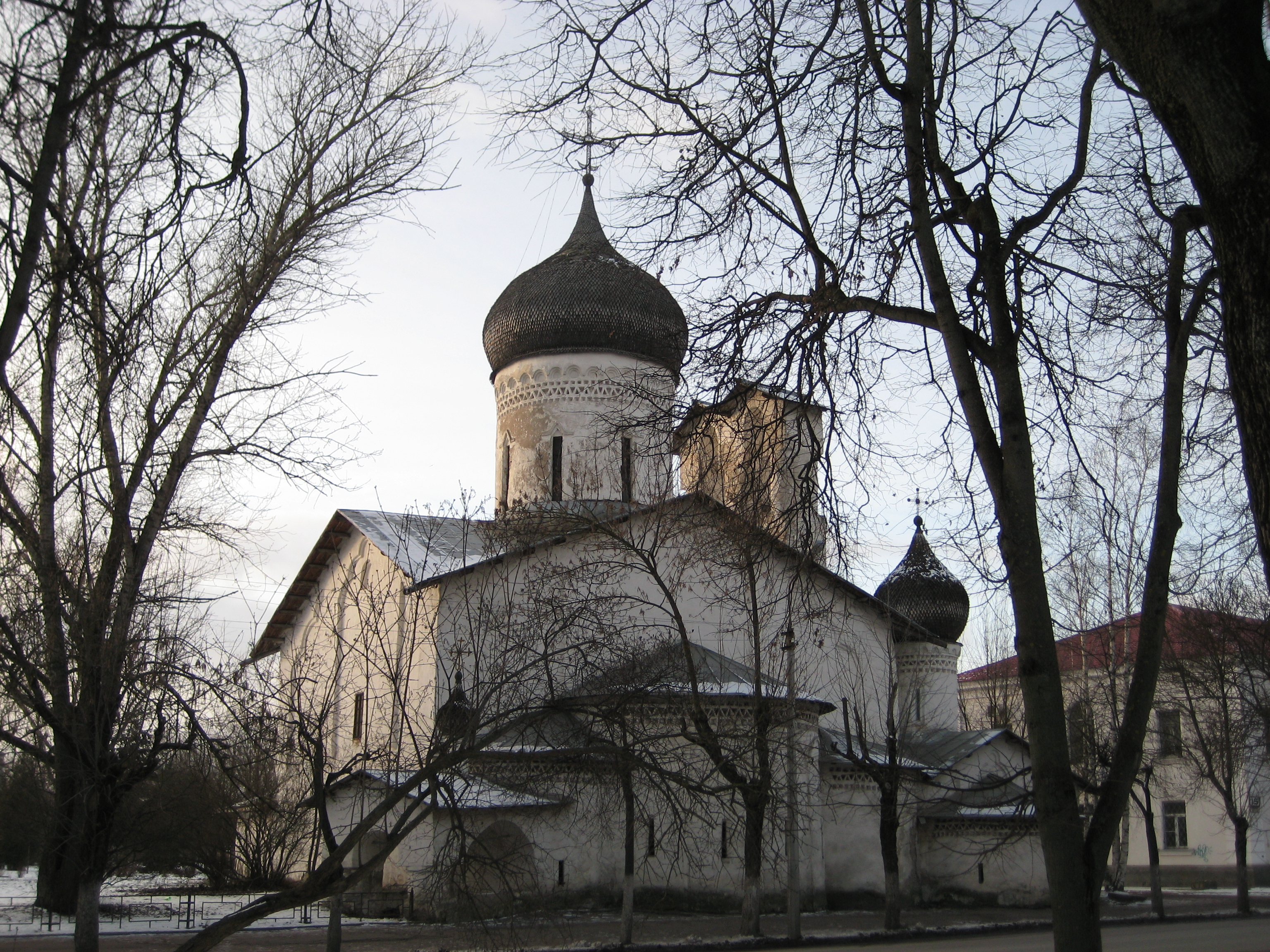
Церква Миколи з Усохи

- Запсковьє. Колишній посад. Велика кількість пам'яток, у тому числі:
  - Козьмодемьянська церква з Примостя. 1462–1463, 1507 рр.
  - Церква Богоявлення із Запсковья. 1494–1495 рр. Приділи — новітня реконструкція.
  - Церква Іллі Пророка Іллінського монастиря. 1671 р.
  - Воскресенська церква зі Званини (зі Стадища). 1532 р., XVII ст.
  - Церква Варлаама Хутинського. 1495 р.
  - Церква Спаса Нерукотворного зі Жабиної Ловиці. XVI–XVII ст., перебудова 1850-х рр.
  - Козьмодемьянська церква з Грем'ячої Гори. 1540 р., перебудовувалась.
- Завеличьє. Колишній посадський район на протилежному від кремля березі Великої.
  - Успенська церква з Пароменья. 1521 р., прибудови XVII ст.
  - Мирожський монастир. Архітектурний комплекс XII–XIX ст. Найбільшу історичну цінність мають Спасо-Преображенський собор (перша половина XII ст., споруда домонгольської доби, його фресковий ансамбль створений одночасно з храмом) та Стефанівська церква (кінець XVII ст.)
  - Церква Климента Папи Римського Климентівського монастиря. Межа XV–XVI ст.
  - Церква Миколи Чудотворця Каменноградського. Кінець XV ст.
  - Церква Жінок-Мироносиць. 1546 р.
  - Собор Різдва Івана Предтечі Іванівського монастиря. Перша половина XII ст., пам'ятка домонгольської архітектури.
- Після входження до міської території колишніх сіл-слобод, у межах Пскова опинились також і інші архітектурні споруди:
  - Комплекс Снетогорського монастиря. Заснований у XIII ст. Споруди XIV–XIX ст. У соборі Різдва Богородиці (1310–1313 рр.) — фрески початку XIV ст.
  - Церква Петра і Павла Сіроткіна монастиря. Кінець XV ст, із пізнішими прибудовами.
  - Церква Івана Богослова на Мишариній Горі. 1547 р., кінець XVII ст.
  - Костянтино-Єленинська церква. XVI ст., із пізнішими прибудовами.
  - Церква Дмитра Солунського Дмитровського монастиря на Полі. 1543 р.,із пізнішими прибудовами.
  - Церква Варвари. Дерев'яна, клітська. 1618 р., перебудовувалась.
  - Церква Олексія на Полі. 1543 р., перебудована наприкінці XVIII ст.
  - Церква Миколи Чудотворця в Любятові. 1569 р., сильно перебудована на початку XIX ст.

## Пам'ятки околиць Пскова
З часів Псковської республіки біля міста існували численні погости — невеликі селища. Дуже значних втрат місцевій спадщині принесла війна. У 1941–1944 рр. деякі історичні споруди були знищені гітлеровцями.
До нашого часу дійшли численні цінні пам'ятки архітектури, деякі із яких відносяться ще до самостійності Пскова:
- Болотово. Церква Покрови погоста Знахліци. Середина XV ст., із пізнішими прибудовами.
- остров Белов. Петропавлівська церква. XVI–XIX ст.
- Відєлєбьє. Церква Миколи у Відєлебьє. Середина XVI ст., із пізнішими прибудовами.
- Вибути. Церква Іллі Пророка. Друга половина XV ст., дзвіниця — кінця XVI ст.
- Єлизарово. Спасо-Єлизаровський монастир. Заснований у 1425 р. В монастирі подвизався старець Філофей — засновник концепції «Москва — третій Рим». Центр ансамблю — величний собор Трьох Святителів (1570-і рр., із пізнішими прибудовами)
- Крипецьке. Іоанно-Богословський Крипецький монастир, заснований у 1485 р. Собор Іоанна Богослова (1557 р.) та стовповидний храм Успіння (початок XVII ст.)
- Кусва. Церква Міни Мученика. XVII ст., дуже руїнована часом.
- Мельотово. Церква Успіння. 1461–1462 рр. Залишки первісних фресок.
- Пісковичі. Церква Матфея Апостола. 1699 р. Дуже рідкісний взірець наришкінського стилю на псковській землі. Іконостас початку XVIII ст.
- остров Заліта. Церква Миколи. 1792 р.
- Федорівщина. Георгіївська церква в Камно. Друга половина XV ст., дуже перебудована у XVIII ст.
- Устьє. Церква Миколи з Устя. 1472 р. У храмі зупинялась Зоя Палеолог під час подорожі до Москви на одруження із Іваном III.

## Визначні особистості

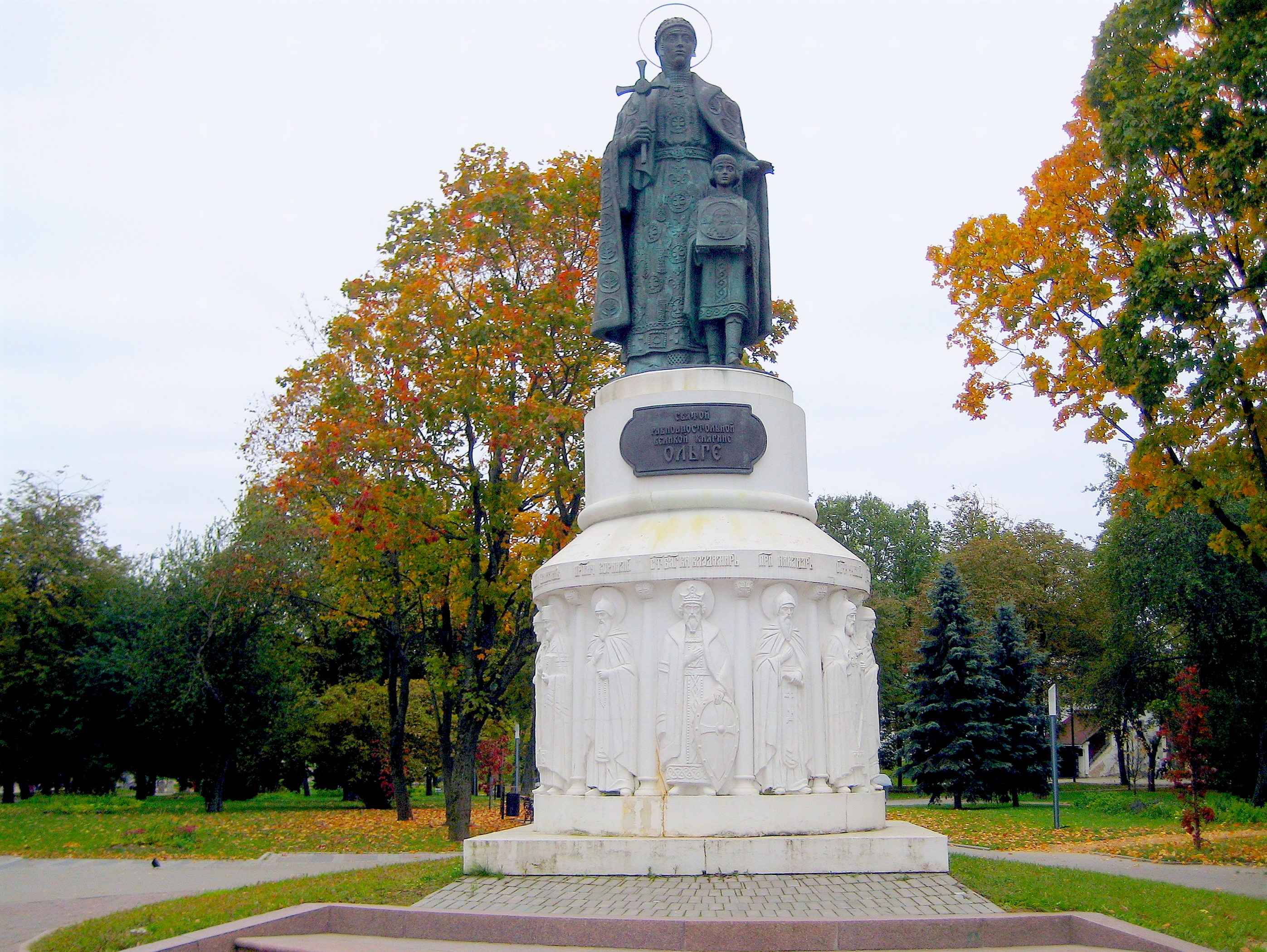
Пам'ятник княгині Ользі.

- Княгиня Ольга;
- Довмонт (Даумантас);
- Євфімій Болховітінов;
- Борис Грінссон — французький художник-ілюстратор;
- Брадіс Володимир Модестович — автор «Чотиризначних математичних таблиць»;
- Каверін Веніамін Олександрович (1902—1989) — російський радянський письменник і сценарист.
- Спегальський Юрій Павлович;
- Зофія Франьо (1899—1978) — польська лікарка, діяч антинацистського та антикомуністичного підпілля, політична ув'язнена. Праведник народів світу.
- Хитрова Тамара Олександрівна (1913 — 1991, Київ) — український живописець, заслужений художник УРСР (1983);
- Шлосберг Лев Маркович — російський політичний діяч, правозахисник, журналіст;
- Яхондов Олександр Миколайович.
- Фіртич Георгій Іванович (1938—2016) — радянський і російський композитор.

## Міста-побратими
Міста, які уклали договір про співпрацю з Псковом:
- Ямся, Фінляндія (1990);
- Стівенс-Пойнт, штат Вісконсин, США (1992);
- Арзамас, Нижньогородська область, Росія;
- Нім, Франція.